# NGC 7275
NGC 7275 é uma galáxia espiral (Sa) localizada na direcção da constelação de Pegasus. Possui uma declinação de +32° 26' 49" e uma ascensão recta de 22 horas, 24 minutos e 17,3 segundos.
A galáxia NGC 7275 foi descoberta em 9 de Setembro de 1863 por Albert Marth.